# Xisco Pires
Pour les articles homonymes, voir Pires.
Xisco Pires, né le 25 janvier 1998 à Viana do Castelo au Portugal, est un footballeur international andorran. Il joue au poste de gardien de but au CD Manchego.

## Biographie

### En sélection
Il débute avec l'Andorre le 7 octobre 2020, lors d'une rencontre amicale contre le Cap-Vert (défaite 1-2 à domicile). 